# 1967 في فنزويلا
فيما يلي قوائم الأحداث التي وقعت خلال عام 1967 في فنزويلا.

## رياضة
- 1 يناير – الدوري الفنزويلي الممتاز 1967 الفائز C.D. Portugués [الإنجليزية]‏.

## مواليد

### مارس
- 10 مارس – ديفيد غريمان ملاكم فنزويلي.

### أبريل
- 3 أبريل – ميغيل غارسيا لاعب كرة قاعدة فنزويلي.

### مايو
- 24 مايو – كارلوس هرنانديز لاعب كرة قاعدة فنزويلي.

### سبتمبر
- 30 سبتمبر – إل مورينو ميخائيل موسيقي فنزويلي.

### أكتوبر
- 7 أكتوبر – ماريا كورينا ماتشادو سياسية فنزويلية.
- 15 أكتوبر – كارلوس غارسيا لاعب كرة قاعدة فنزويلي.

### نوفمبر
- 19 نوفمبر – خوسيه بونيلا ملاكم فنزويلي.

## وفيات

### مايو
- 18 مايو – ارتورو اروجو (مواليد 1878) سياسي سلفادوري.

### نوفمبر
- 24 نوفمبر – راؤول بورغز (مواليد 1882) موسيقي فنزويلي.